# Tindwari
Tindwari là một thị xã và là một nagar panchayat của quận Banda thuộc bang Uttar Pradesh, Ấn Độ.

## Địa lý
Tindwari có vị trí 25°37′B 80°32′Đ / 25,62°B 80,53°Đ Nó có độ cao trung bình là 114 mét (374 feet).

## Nhân khẩu
Theo điều tra dân số năm 2001 của Ấn Độ, Tindwari có dân số 9544 người. Phái nam chiếm 54% tổng số dân và phái nữ chiếm 46%. Tindwari có tỷ lệ 53% biết đọc biết viết, thấp hơn tỷ lệ trung bình toàn quốc là 59,5%: tỷ lệ cho phái nam là 64%, và tỷ lệ cho phái nữ là 41%. Tại Tindwari, 19% dân số nhỏ hơn 6 tuổi.